# Fredrik Ullén
Sven Per Fredrik Ullén, född 13 april 1968 i Västerås, är en svensk pianist och professor i kognitiv neurovetenskap vid Institutionen för Neurovetenskap vid Karolinska institutet.
Fredrik Ullén studerade piano för Gunnar Hallhagen och Irène Mannheimer vid Kungliga Musikhögskolan med examen 1993, och för Liisa Pohjola vid Sibelius-Akademin, samt i Tyskland. Ullén disputerade 1996 vid Karolinska institutet, där han 2006 blev docent och 2010 professor i kognitiv neurovetenskap. I egenskap av pianist och forskare är han även knuten till forskningsprojekt vid Stockholm Brain Institute (SBI). Ullén har gjort en mängd skivinspelningar bland vilka de första samlade inspelningarna av György Ligetis samtliga pianoverk någonsin har rönt stor internationell uppmärksamhet. Han är också den förste att spela in Kaikhosru Shapurji Sorabjis 100 Études transcendantes. För sina inspelningar har han erhållit flera internationella musik-/kritikerutmärkelser.
Han har bland annat spelat i duo med oboisten Helen Jahren. Duon uruppförde verk av Kim Hedås och Mårten Josjö med flera. I andra duo-konstellationer framträder han tillsammans med slagverkaren Jonny Axelsson och cellisten Judit Csatòszegi.
Fredrik Ullén invaldes 2007 som ledamot av Kungliga Musikaliska Akademien.